# Ilhas Wumpa
As Ilhas Wumpa (assim denominadas em Crash of the Titans) são um conjunto de ilhas fictícias que se situam na costa sudoeste da Austrália e o lugar onde ocorre a ação principal da série de jogos eletrônicos Crash Bandicoot. Todo o arquipélago era possuído pelo Dr. Neo Córtex antes de sua derrota em Crash Bandicoot. O nome deriva de uma fruta típica do arquipélago, as Frutas Wumpa.

## As ilhas

### Ilha de N. Sanity
A ilha que faz mais aparições na série, e o lar de Crash e seus amigos até Crash of the Titans. O clima da ilha é tropical e possui uma montanha com uma caveira esculpida (na qual mora um fazendeiro casuar de nome Ernest, como revelado em Crash Twinsanity), da qual jorra uma cachoeira. Lá perto, também há uma selva, onde reside uma tribo de aborígenes liderados por Papu Papu. Devido aos nativos, a ilha também possui vários totens espalhados.
Após a derrota de Córtex no primeiro jogo da série, Crash, Coco e Aku Aku (e posteriormente Crunch Bandicoot) passaram a viver lá, numa cabana que se situa entre a praia e a selva. Em Crash of the Titans, N. Gin constrói na ilha uma gigantesca fábrica de armas que é uma paródia à Estátua da Liberdade.
O nome da ilha é uma brincadeira com a palavra "insanidade".

### Ilha Wumpa
Se situa entre a Ilha de N. Sanidade e a Ilha de Córtex, e é a que menos aparece na série. A ilha se caracteriza por possuir várias ruínas de templos e cidades perdidas, assim como uma cachoeira gigantesca que contém uma igualmente gigante cabeça de canguru esculpida no topo, onde Ripper Roo reside e uma árvore gigantesca, onde Uka Uka foi aprisionado. Há também uma mina situada numa caverna vulcânica onde Crash lutou com Koala Kong. O clima da Ilha Wumpa é polar no inverno, tendo por causa disso a visita inesperada de focas, ursos-polares e pinguins.
Durante a fase de projetos, a Ilha Wumpa iria desempenhar uma função maior em Crash Twinsanity em duas fases: na primeira, Nina Córtex faria uso da grande árvore para escalá-la usando seus braços biônicos (por razões desconhecidas). A outra faria uso da caverna vulcânica, na qual os Irmãos Komodo construiriam uma pista de corrida e Crash e Córtex seriam obrigados a andar em carros sem freios (numa paródia do videogame Out Run). É revelado em Crash of the Titans que Crash, Coco, Crunch e Aku Aku se mudaram para lá depois dos eventos de Twinsanity. No próximo jogo da série para Playstation 4 Crash, Coco, Crunch e Aku Aku ainda continuam morando nessa ilha e no topo da cachoeira perto da casa de Crash, há uma casa onde Ripper Roo mora. Polar, Pura e Baby T passam a morar nessa ilha.

### Ilha de Cortex
A última ilha, é também a menos ambientalmente saudável devido ao fato de ter sido sobrecarregada de poluição depois de sua tomada pelo Dr. Córtex (por isso o nome). Essa ilha foi antigamente possuída por Neo Córtex, que residia num grande e disforme castelo conhecido por "Castelo de Córtex". A ilha também possui uma enorme refinaria conhecida pelo nome de "Córtex Power", que durante sua operação, produzia grandes quantidades de lixo tóxico, que eram jogadas no oceano mais próximo. Ela era operada pelo guarda-costas de Córtex Pinstripe Potoroo. Ao batalhar com Crash no primeiro jogo da série e ser derrotado, ele acidentalmente atirou no núcleo da refinaria, o que causou sua dilapidação. Como Córtex foi destituído de sua ilha, seu paradeiro é desconhecido.

## Ilha de Duplinsanidade
Uma versão negativa da Ilha de N. Sanidade é encontrada em Crash Twinsanity quando Crash, Córtex e Nina viajam para a Décima Dimensão: a Ilha de Duplinsanidade. Sendo o oposto polar da bela e ensolarada Ilha de N. Sanidade, esta ilha é extremamente negra, obscura, macabra e disforme. A flora desta ilha está toda morta e é quase inexistente, e um céu púrpura e repleto de buracos negros a sobrevoa. Ao invés da cachoeira escorrer por uma escultura de caveira, o faz por esculturas das cabeças de Victor e Moritz. O paradeiro atual da ilha é desconhecido já que Victor e Moritz foram devorados pelo Crash do Mal no final do jogo.